# ベン・ピアソン (サッカー選手)
ベンジャミン・"ベン"・デイヴィッド・ピアソン（Benjamin "Ben" David Pearson, 1995年1月4日 - ）は、イングランド・オールダム出身のサッカー選手。ポジションはMF。

## 経歴

### クラブ
マンチェスター・ユナイテッドFCアカデミー出身。9歳からアカデミーに在籍し、2013年にはクラブの若手選手賞を受賞したもののトップチームの出場機会は訪れなかった。
2015年1月8日、EFLリーグ1（実質3部）のバーンズリーFCへ1カ月間のレンタル移籍。2日後のヨーヴィル・タウンFC戦でプロデビューを果たし、1月31日のポート・ヴェイルFC戦でプロ初得点を挙げた。2015年2月にレンタル期間が1カ月間延長され、2015年3月9日には2014-15シーズン終了までレンタル契約を延長。シーズン終了後の2015年7月18日に半年間のレンタルでバーンズリーに再加入した。
2016年1月11日、EFLチャンピオンシップ（実質2部）のプレストン・ノースエンドFCへ加入した。
2021年1月29日、AFCボーンマスと3年半の契約を結んだ。
ピアソンは、2023年1月31日にストーク・シティにシーズン終了までの期限付き移籍で加入し、元プレストン監督のアレックス・ニールと再会した。 ピアソンはストークで14試合に出場し、チームは16位でシーズンを終えた。 2023年7月8日、ピアソンはストークと4年契約を結び、移籍金は非公開のまま完全移籍を果たした。 ピアソンは2023年12月までに10回の警告を受け、3試合の出場停止となった。 彼は2023-24シーズンに32試合に出場し、チームは降格を回避した。 彼のシーズンはハムストリングの怪我で早期終了し、 2024年6月にはハムストリングの手術を受け、2024-25シーズンの開幕を欠場することとなった。

### 代表
イングランド代表として世代別代表に選出されていた。

## 所属クラブ
- マンチェスター・ユナイテッドFC 2014-2016

→ バーンズリーFC 2015-2016
- プレストン・ノースエンドFC 2016-2021
- AFCボーンマス 2021-